# Bricor

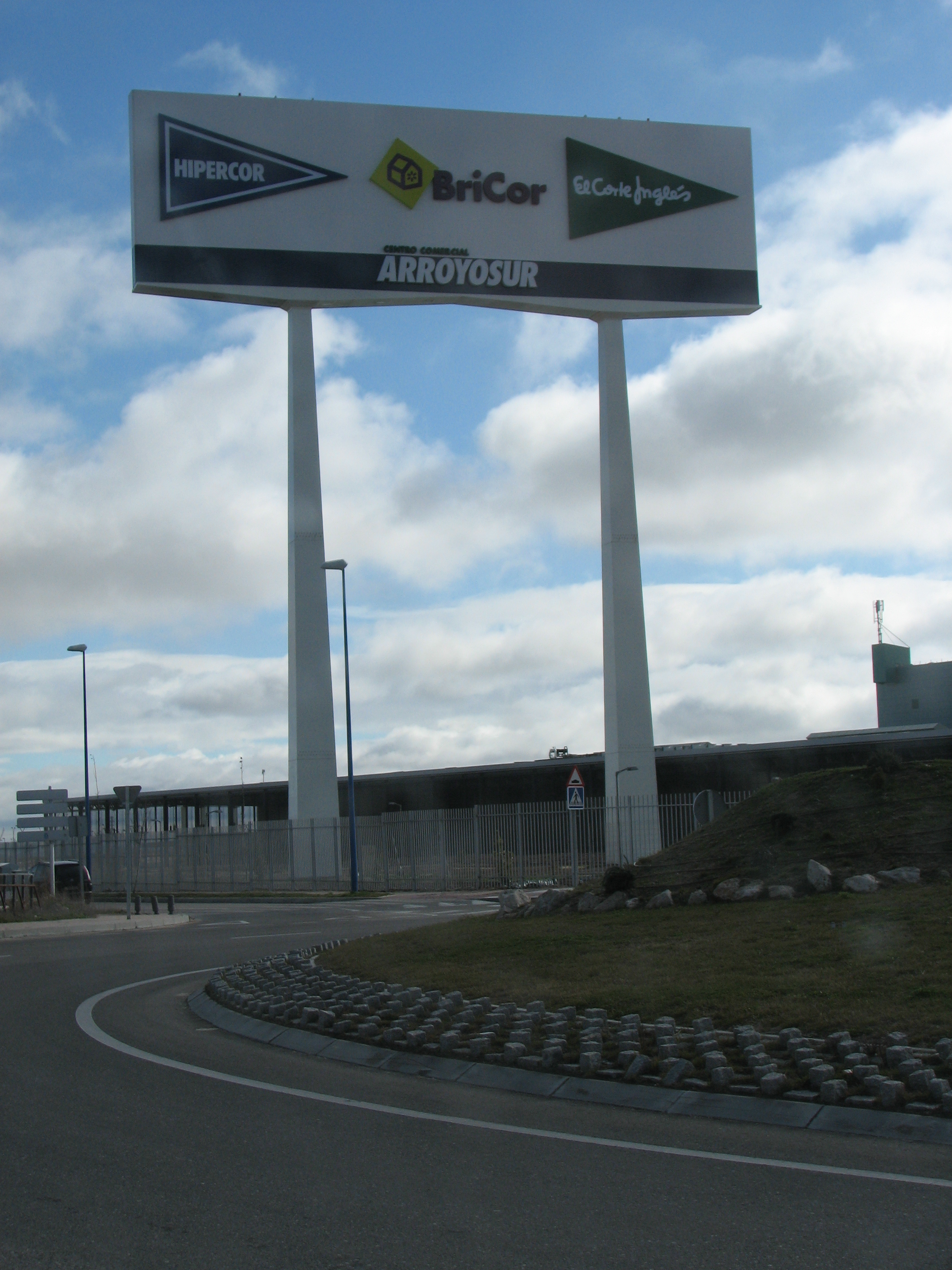
Poste publicitario del centro comercial Arroyosur.

BriCor es una cadena española de grandes superficies dedicadas al bricolaje y la decoración, perteneciente al grupo El Corte Inglés, cuyo presidente es Marta Álvarez. La enseña Bricor fue registrada por El Corte Inglés en 1994, como marca especializada en bricolaje, pero el proyecto fue postpuesto optando la sociedad matriz por diversificar el negocio hacia otros sectores: hipermercados, supermercados, agencia de viajes, etc, retomándolo y relanzando el proyecto con ese mismo nombre en el año 2005, que cuajaría con la apertura del primer centro el 1 de diciembre de 2006 en Alcalá de Henares. El plan de expansión inicial de Bricor que preveía la apertura de entre 15 y 20 centros en tres años, era excesivamente ambicioso, la llegada de la crisis financiera en el año 2008, forzó la modificación y ralentización del plan de expansión.

## Etimología
El nombre de Bricor está compuesto por el prefijo Bri, en referencia al sector del bricolaje en el que pretende especializarse, y el sufijo Cor, que caracteriza a muchas de las empresas del grupo El Corte Inglés, como Supercor (supermercados), Opencor (tiendas con gran horario de apertura), Hipercor (hipermercados) o Telecor (telecomunicaciones). Esta segunda sílaba "Cor" también puede hacer referencia al concepto deCORación. Es frecuente en las campañas publicitarias de la empresa el uso del término "bricoración" aunando los conceptos de bricolaje y decoración sobre el nombre de la marca "Bricor".

## Logotipo
Su logotipo, al igual que muchas de las empresas del grupo, no recurre al triángulo isósceles horizontal sino que está compuesto por un cuadrado rotado unos 45° con el dibujo simplificado de una casa en su interior, que contiene a su vez una flor. A la derecha de este cuadrado aparece el nombre BriCor escrito con tipo de letra Futura Bold. Como colores corporativos se usan un verde pistacho para el interior del citado cuadrado y el morado en los dibujos que contiene el cuadrado y las letras.

## Localización
Bricor cuenta en la actualidad con 12 centros abiertos en España: 2 en la Comunidad de Madrid , 4 en Andalucía, 3 en Galicia 1 en Castilla-La Mancha y 1 en Extremadura; y varios en proyecto o construcción en toda España y en Portugal.

### Centros abiertos
Estos son los centros abiertos en España:
- Comunidad de Madrid:

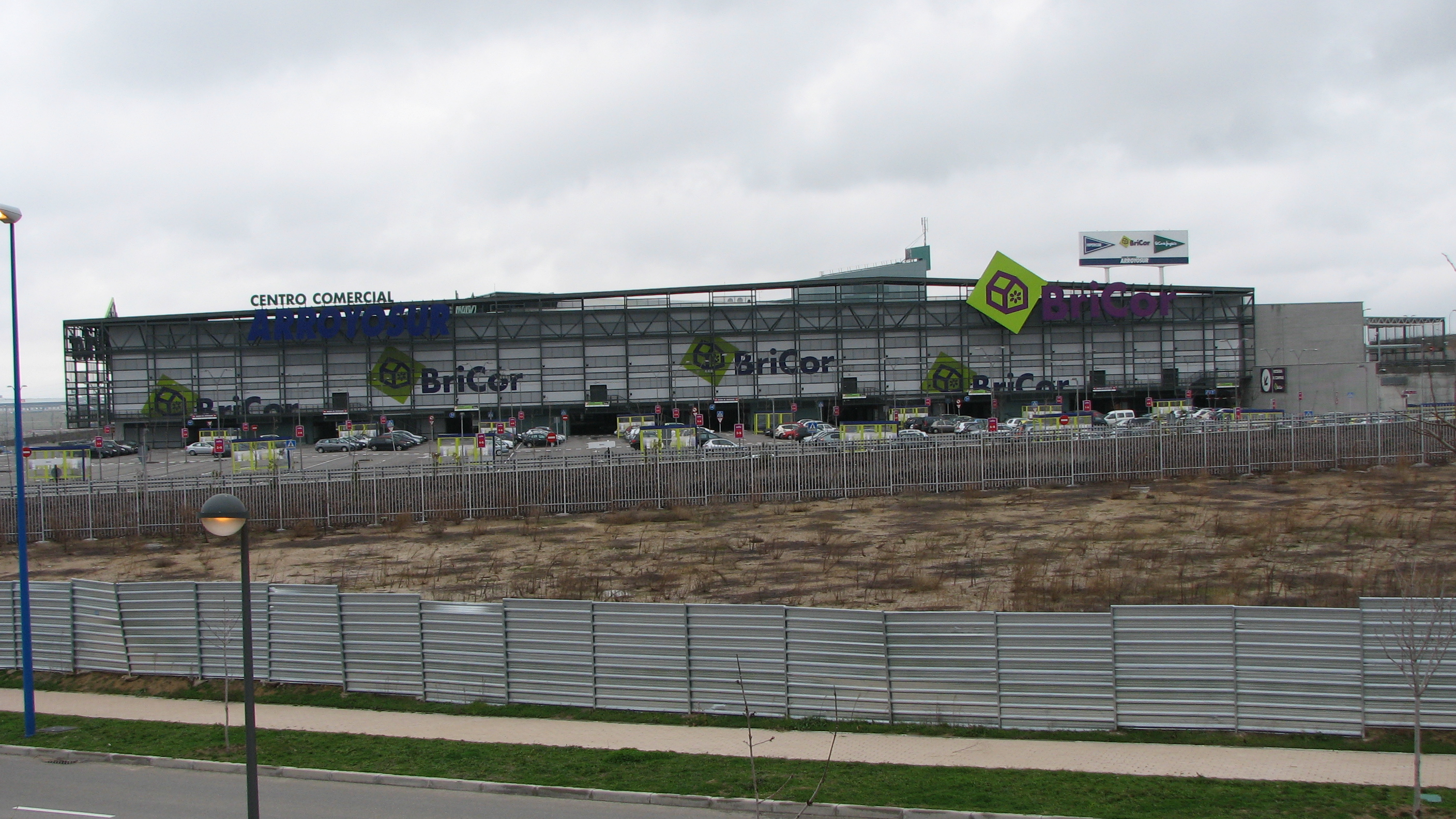
Edificio Bricor en el centro comercial Arroyosur.

  - Bricor Xanadú: en el centro comercial Xanadú de Arroyomolinos. 40°17′46″N 3°56′10″O / 40.296094, -3.936099. Inaugurado el 7 de mayo de 2010.[3]

- Andalucía:
  - Bricor Los Barrios: Parque comercial Las Marismas, Los Barrios (Cádiz). 36°11′15″N 5°26′02″O / 36.18749, -5.433962. Inaugurado el 18 de junio de 2010.[4]
  - Bricor Sevilla: Centro comercial Sevilla Este. C/ Periodista José Antonio Garmendia, 5. Sevilla. Inaugurado el 18 de marzo de 2011. Redujeron tamaño, para integrarse dentro del Hipercor de Los Arcos en octubre de 2017. En 2019 cerró el Hipercor de Los Arcos y pasaron a integrar Bricor en pequeños espacios en Nervión, Pza. Magdalena y Sevilla Este.
  - Bricor Málaga: Planta sótano del edificio hogar de El Corte Inglés de Málaga. Inaugurado el 14 de diciembre de 2012.

- Castilla-La Mancha:
  - Bricor Albacete: Avenida de España 30. Inaugurado el 4 de septiembre de 2014.[5]
- Extremadura:
  - Bricor Badajoz : Centro comercial El Faro

Inaugurado el 13 de marzo de 2015.
- Galicia: 
  - Bricor Vigo: Gran Vía, 28 Inaugurado el 25 de abril de 2013.[6]
  - Bricor Santiago de Compostela: Centro comercial Compostela Inaugurado el 30 de agosto de 2013.[7]

En Portugal existe el siguiente centro abierto:
- Bricor Vila do Conde. Porto.: Av. Fonte Cova, 400 Vila do Conde  Inaugurado el 1 de julio de 2011.

### Futuros centros previstos
- En España
  - Comunidad Valenciana: Paterna.[8]

### Centros cerrados
- Bricor La Coruña: Centro comercial Marineda City Inaugurado el 14 de abril de 2011, modificada su ubicación hasta el cierre de El Corté Inglés, cuando desapareció.

## Recursos humanos
En la actualidad Bricor cuenta con 12 centros de venta al público abiertos, un centro logístico situado en Valdemoro, pero diferente del de El Corte Inglés, y unas oficinas centrales en la calle Hermosilla. En total, sumando todos estos centros de trabajo la plantilla de Bricor está integrada por aproximadamente 1000 personas.
Un alto porcentaje de empleados provienen del que es el principal competidor (por nicho de negocio) de Bricor: Leroy Merlin, especialmente en los centros de la Comunidad de Madrid.